# Helga Seibert

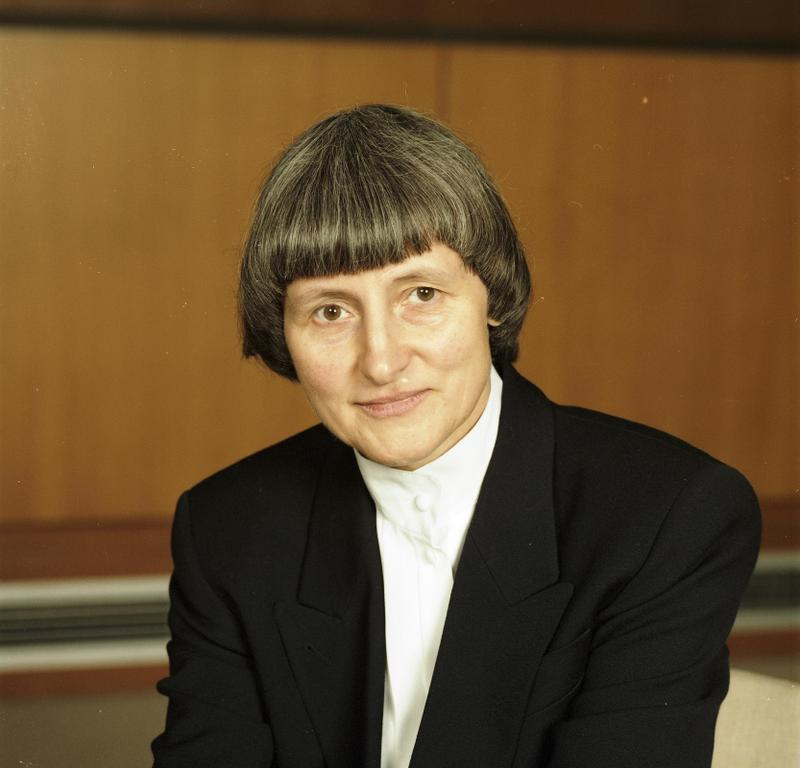
Helga Seibert 1989

Helga Seibert (* 7. Januar 1939 in Witzenhausen; † 12. April 1999 in München) war von 1989 bis 1998 Richterin des Bundesverfassungsgerichts.

## Leben

### Ausbildung
Seibert studierte von 1958 bis 1960 Englisch und Französisch am Auslands- und Dolmetscherinstitut in Germersheim. Ab 1960 studierte sie Rechtswissenschaft an den Universitäten Marburg und Berlin. 1964 legte sie die Erste Juristische Staatsprüfung ab. Danach studierte sie ein Jahr am Bologna Center der School of Advanced International Studies der Johns Hopkins University und von 1966 bis 1967 an der Yale Law School, wo sie mit dem Magister Legum abschloss. Von 1966 bis 1970 absolvierte sie als wissenschaftliche Hilfskraft den juristischen Vorbereitungsdienst am Institut für Öffentliches Recht in Marburg. Eine Dissertation mit dem Titel „Case Law im Völkerrecht“ schloss sie nie ab.

### Berufliche Laufbahn
Nach der Zweiten Juristischen Staatsprüfung im Oktober 1970 war sie zunächst als Referentin beim Arbeitskreises Rechtswesen der SPD-Bundestagsfraktion tätig. Sie unterstützte dabei den damaligen Bundesjustizminister Gerhard Jahn in seinem Bestreben, eine Familienrechtsreform durchzuführen. Vorsitzender des SPD-Arbeitskreises war Martin Hirsch, der Ende 1971 ans Bundesverfassungsgericht berufen wurde. Ab 1. Februar 1972 war Seibert bis 1974 dessen wissenschaftliche Mitarbeiterin in Karlsruhe.
Von 1974 bis 1989 arbeitete sie unter Minister Hans-Jochen Vogel im Bundesministerium der Justiz. Dort war sie Referentin für Europafragen und Beauftragte für Menschenrechtsfragen. Seit 1982 leitete sie als Ministerialrätin das Grundrechtsreferat. Ihre Englischkenntnisse setzte sie unter anderem ein bei der Neuübersetzung des Grundgesetzes ins Englische und als Expertin für amerikanisches Recht ein.

### Bundesverfassungsgericht
Am 28. November 1989 wurde sie zur Richterin im Ersten Senat des Bundesverfassungsgerichtes ernannt. Sie war die fünfte Frau, die in das deutsche Bundesverfassungsgericht gewählt wurde. Ihre Vorgängerin war Gisela Niemeyer. Vorsitzender Richter des Ersten Senats war damals Roman Herzog. Anlässlich ihrer Wahl zweifelte die FAZ an ihrer richterlichen Kompetenz und charakterisierte sie außerdem:

„Eine in den Tiefen des Marxismus gründende Ideologin ist Frau Seibert sicherlich nicht, eher eine Gefühlssozialistin: mehr Gerechtigkeit, mehr Gleichheit, Milde des Staates gegenüber denen, die sich abweichend von den Normen verhalten.“

Der langjährige Kollege und Vizepräsident des Bundesverfassungsgerichts Johann Friedrich Hentschel zog dagegen im Rückblick auf ihr Engagement am Bundesverfassungsgericht und kurz vor ihrem Tod gegenüber der SZ eine ganz andere Bilanz:

„Wenn alle Richterinnen wie sie wären, wünschte ich mir nur noch Frauen am Bundesverfassungsgericht.“

Seiberts Dezernat beschäftigte sich vor allem mit dem Familienrecht, einschließlich Fragen des Namensrechts, des Personenstandsrechts, des Transsexuellengesetzes und des Kinder- und Jugendhilferechts.
Sie prägte die Rechtsprechung zur verfassungsgerichtlichen Überprüfung familienrechtlicher Normen und erwarb sich Verdienste in der Vollendung der Rechtsprechung zur Durchsetzung der Gleichstellung nichtehelicher und ehelicher Kinder, der Stellung des nichtehelichen Vaters bei Adoption des Kindes, dem Anspruch des nichtehelichen Kindes gegenüber der Mutter auf Nennung des Vaters und der Vornamensänderung für Transmenschen.
Im September 1998 wurde sie aus gesundheitlichen Gründen vorzeitig in den Ruhestand verabschiedet. Nachfolgerin wurde Christine Hohmann-Dennhardt.

### Mitgliedschaften
Seibert trat Ende 1966 der SPD bei und war aktives Mitglied in der Arbeitsgemeinschaft Sozialdemokratischer Juristinnen und Juristen.
Seit 1971 war Seibert Mitglied im Deutschen Juristinnenbund. Bei der Eröffnung der 30. Arbeitstagung des Juristinnenbundes 1993 in Weimar führte sie in einem Festvortrag aus, dass vollkommene Gerechtigkeit nicht möglich sei, dass der Rechtsstaat aber in erheblichem Maße Unrecht verhindern könne.

### Auszeichnungen
Als eine der wenigen Frauen wurde Seibert noch zu Lebzeiten in das Buch Women in Law aufgenommen.
Am 2. Februar 1999 wurde Helga Seibert das Große Verdienstkreuz mit Stern und am Schulterband verliehen.
Kurz vor ihrem Tod wurde sie von der Humanistischen Union mit dem Fritz-Bauer-Preis ausgezeichnet. In der Begründung hieß es:
Daß eine Bürgerrechtsorganisation eine oberste Richterin ehrt, mag ungewöhnlich erscheinen, für uns zählt jedoch Ihre Arbeit zu den besonderen Leistungen des Umgangs mit Grundrechten.
Die Feierstunde zur Preisverleihung am 30. April 1999 erlebte sie nicht mehr.

## Publikationen
- Mit Alfred Schickel, Erich Röper: Das Münchner Abkommen. In: Aus Politik und Zeitgeschichte. Band 26. Bundeszentrale für Politische Bildung, Bonn 1971, OCLC 915678375.
- Europäische Menschenrechtskonvention und Bundesverfassungsgericht. In: Freiheit des Anderen. Festschrift für Martin Hirsch. Nomos Verlagsgesellschaft, Baden-Baden 1981, ISBN 978-3-7890-0699-9, S. 519–528.
- U.S. Supreme Court: Rechtsprechungsbericht 1981 bis 1984. In: Europäische Grundrechte-Zeitschrift. 1985, ISSN 0341-9800, OCLC 718674064.
- Mit Ernst-Joachim Mestmäcker: The internal market, federalism and German-EC relations. The Forum for US-EC Legal-Economic Affairs: 12th-13th march 1993. Working session summary document. Konferenzschrift. Mentor Group, Boston 1993, OCLC 1335403335.
- Admissibility requirements for constitutional complaints and mechanisms for avoiding an excessive case load. In: Protection des droits fondamentaux par la Cour constitutionnelle. Conseil de Europe, Strasbourg 1996, ISBN 978-92-871-2959-8.